# Alligatorhagedissen
Alligatorhagedissen (Gerrhonotus) zijn een geslacht van hagedissen die behoren tot de hazelwormen (Anguidae).

## Naam en indeling
De wetenschappelijke naam van de groep werd voor het eerst voorgesteld door Arend Friedrich August Wiegmann in 1828.
Er zijn acht soorten inclusief de pas in 2017 beschreven soort Gerrhonotus lazcanoi. De soort Gerrhonotus rhombifer werd lange tijd in het aparte (monotypische) geslacht Coloptychon geplaatst, maar dit werd in 2018 weer teruggedraaid. Deze soort wordt in de literatuur vaak onder de oude wetenschappelijke geslachtsnaam beschreven. Veel soorten uit het geslacht Elgaria behoorden lange tijd tot de alligatorhagedissen.

## Uiterlijke kenmerken
Alligatorhagedissen danken hun Nederlandstalige naam aan de sterk vergrote, plaatachtige schubben aan de bovenzijde van het lichaam die aan de bepantsering van krokodillen doet denken. De kop is zowel lang als breed en de kaken zijn zeer krachtig. Grotere exemplaren zijn berucht om hun zeer pijnlijke beet als ze worden opgepakt.
De verschillende soorten zijn middelgroot, ongeveer 25 tot 40 centimeter inclusief staart met uitschieters tot ongeveer 50 cm. De staart is langer dan de kop en het lichaam samen. De staart is zeer soepel en kan gebruikt worden als grijporgaan.

## Verspreiding en habitat
Alle soorten komen voor in delen van Noord- en Midden-Amerika en leven in de landen Costa Rica, Mexico, Panama en de Verenigde Staten.
De habitat kan sterk verschillen; van drogere, woestijnachtige gebieden tot graslanden of bossen. De verschillende soorten leven veel op de bodem in de strooisellaag van begroeide gebieden, maar ze kunnen ook goed klimmen.
Door de internationale natuurbeschermingsorganisatie IUCN is aan vijf soorten een beschermingsstatus toegewezen. Vier soorten worden beschouwd als 'veilig' (Least Concern of LC) en aan de soort Gerrhonotus parvus is de status 'bedreigd' toegewezen (Endangered of EN).

## Soorten

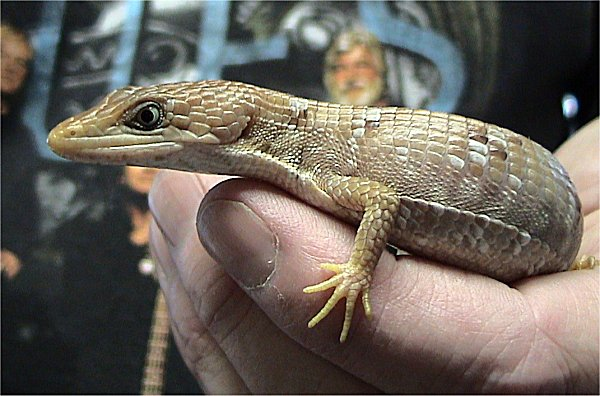
Gerrhonotus infernalis

Het geslacht omvat de volgende soorten, met de auteur en het verspreidingsgebied.
| Naam                    | Auteur                                          | Verspreidingsgebied |
| ----------------------- | ----------------------------------------------- | --- |
| Gerrhonotus farri       | Bryson & Graham, 2010                           | Mexico (Tamaulipas) |
| Gerrhonotus infernalis  | Baird, 1859                                     | Mexico (Coahuila de Zaragoza, Durango, Hidalgo, San Luis Potosí, mogelijk ook in Chihuahua, Nuevo León, Tamaulipas), Verenigde Staten (Texas)         |
| Gerrhonotus lazcanoi    | Banda-Leal, Nevárez-de los Reyes & Bryson, 2017 | Mexico (Nuevo León) |
| Gerrhonotus liocephalus | Wiegmann, 1828                                  | Mexico (Aguascalientes, Chihuahua, Coahuila de Zaragoza, Durango, Hidalgo, Jalisco, San Luis Potosi, Tamaulipas, Zacatecas), Verenigde Staten (Texas) |
| Gerrhonotus lugoi       | McCoy, 1970                                     | Mexico (Coahuila de Zaragoza) |
| Gerrhonotus ophiurus    | Cope, 1867                                      | Mexico (Hidalgo, Puebla, Querétaro de Arteaga, San Luis Potosí, Tamaulipas, Veracruz)                                                                 |
| Gerrhonotus parvus      | Knight & Scudday, 1985                          | Mexico (Nuevo León, Coahuila de Zaragoza) |
| Gerrhonotus rhombifer   | Peters, 1876                                    | Costa Rica, Panama |